# Biserica fortificată din Ilieni
Biserica reformată din Ilieni este un ansamblu de monumente istorice aflat pe teritoriul satului Ilieni; comuna Ilieni. În Repertoriul Arheologic Național, monumentul apare cu codul 64434.07.
Ansamblul este format din următoarele monumente:
- Biserica reformată propriu-zisă (cod LMI CV-II-m-A-13228.01)
- Incintă interioară (fragmente), cu turn- clopotniță (cod LMI CV-II-m-A-13228.02)
- Incintă fortificată exterioară (cod LMI CV-II-m-A-13228.03)